# Cantone di Meaux-Sud
Il Cantone di Meaux-Sud era una divisione amministrativa dell'arrondissement di Meaux.
È stato soppresso a seguito della riforma complessiva dei cantoni del 2014, che è entrata in vigore con le elezioni dipartimentali del 2015.
Comprendeva parte della città di Meaux e i comuni di:
- Fublaines
- Isles-lès-Villenoy
- Mareuil-lès-Meaux
- Montceaux-lès-Meaux
- Nanteuil-lès-Meaux
- Trilbardou
- Trilport
- Vignely
- Villenoy